# ابوحامد شرقی
احمد بن محمد بن حسن شرقی نیشابوری مشهور به ابوحامد شرقی و اِبْن شَرْقی‌ (تولد:۲۴۰ هـ ق در نیشابور- وفات:۳۲۵ هـ ق در نیشابور) محدث ایرانی شافعی مذهب و یکی از معتبرترین حدیث شناسان و حافظان حدیث در سده سوم و چهارم قمری بود. وی مشهورترین شاگرد مسلم بن حجاج نیشابوری است.

## دیدگاه‌ها نسبت به ابن شرقی
واحد عصره حفظا وإتقانا ومعرفة. حاکم نیشابوری
حیاة أبی حامد تحجز بین الناس، وبین الکذب علی رسول‌الله -صلی الله علیه وسلم. ابن خزیمه.
لم أرَ أحفظ ولا أحسن سردا من أبی حامد بن الشرقی، کتب جمعه لحدیث أیوب السختیانی، فکنت أقرأ علیه من کتابه، ویقرأ معی حفظا من أوله إلی آخره. أبا أحمد بن عدی .
أبو حامد ثَبْتٌ حافظ متقن. خطیب بغدادی.
هو إمام وقته بلا مدافعة. الخلیلی